# Махмудов, Хайрулла Хабибуллович
В Википедии есть статьи о других людях с такой фамилией, см.Махмудов.

Хайрулла́ Хабибу́ллович Махму́дов (род. 8 мая 1909, Баширово, Оренбургская губерния, Российская империя – 23 октября 1983 Алма-Ата, СССР, Казахстан) — языковед, доктор филологических наук (1970), профессор (1971), заслуженный работник высшей школы Казахской ССР (1975), один из авторов русско-казахского и казахско-русского словарей.  

## Биография
Хайрулла Махмудов родился 8мая 1909 г.  в селе Баширово, которое сейчас относится к Ташлинскому району Оренбургской области . 
Среднее образование получил в Ташкенте. Там же, еще учась в школе, выучил узбекский язык. Заканчивая школу, принял решение поступить в Средне-азиатский государственный университет (САГУ). Но, узнав, что в Ленинградском университете открыт набор студентов из союзных республик, поехал туда. Сдав экзамены, поступил на филологический факультет Университета, который окончил с отличием .
По окончании Университета его направили в аспирантуру, где с 1937 по 1940 годы он продолжил своё образование на кафедре русско-славянской филологии. Научным руководителем будущего учёного был академик С.П. Обнорский. А темой диссертации стало изучение лексики древнерусских памятников XI–XIV веков  . 
После аспирантуры, будучи специалистом по славянским и тюркским языкам, получил назначение на филологический факультет в Казахском государственном университете. Вместе с должностью декана факультета он исполнял обязанности доцента кафедры русской филологии .
В 1942–1943 гг. служил в Красной армии .
В 1943 году вернулся в Университет, где занимал должность заведующего кафедрой русского языка (с 1967 г. – русской филологии) до 1983 года.
Умер 23 октября 1983 года в Алма-Ате. . 

## Научная деятельность
Вернувшись в Университет после службы в армии, Х.Х. Махмудов в 1943 году защитил кандидатскую диссертацию «Лексика древнерусских памятников XI–XIV веков», в которой отдельная глава была посвящена тюркизмам в «Слове о полку Игореве» . В своей диссертации он одним из первых заметил, что древнерусские памятники XI–XIV веков содержат большое число тюркизмов  и пришел к выводу, что: 
Наличие столь значительного количества тюркизмов в языке «Слова» (XII в.) – основного произведения русского литературного языка старейшей поры, говорит о широких связях и взаимоотношениях с древнейших времён между тюркскими народами и восточными славянами
.  
Позднее эта работа была опубликована под названием «Тюркизмы в языке русских памятников XI–XIV веков» . 
Как вспоминал сам Х.Х. Махмудов, на его становление как ученого серьёзно повлияло общение с такими выдающимися лингвистами, как И.И. Мещанинов, С.Е. Малов, В.И. Чернышев. Во время войны они жили в эвакуации в Алма-Ате, и Махмудов не только работал вместе с ними в Казахском университете, но и подружился .
Защитив кандидатскую диссертацию, Х.Х. Махмудов без промедления получил звание доцента  КазГУ. Областью его научных интересов в 40–50-е годы стало казахское языкознание. В то время в Казахстане не хватало специалистов по казахскому языку. И Махмудов не только занимался педагогической деятельностью, обучая будущих учителей и преподавателей вузов, но и работал над созданием словарей. Является автором «Русско-казахского словаря» и «Казахско-русского словаря» (вместе с Гайнетдином Мусабаевым), а к нему "Краткого очерка грамматики казахского языка", за что получил орден Трудового Красного Знамени . 
За время свой педагогической деятельности он подготовил «целую плеяду казахстанских филологов». А в 1962 году, обратив внимание на публикации Олажаса Сулейменова, посвященные «Слову о полку Игореве» (в журнале «Простор»), предложил ему поступить в аспирантуру. Зачисленный туда в 1963 году, О. Сулейменов стал работать над диссертацией «Тюркизмы в «Слове о полку Игореве» . 
Сам же Х.Х. Махмудов писал докторскую диссертацию, посвященную русско-казахским лингвостилис¬тическим взаимосвязям (согласно классификации ВАК эта тема относится к специальности «тюркские языки») . Однако, когда докторская диссертация была готова, она довольно длительный период не представлялась к защите. Причиной стал раздел работы, посвященный творчеству «запретного» поэта Магжана Жумабаева . В 1970 году Махмудов защитил докторскую диссертацию «Русско-казахские лингвостилистические взаимосвязи (теоретическая стилистика)».  
Позднее она и другие его работы стали основой монографии «Русско-казахские лингвостилистические взаимосвязи», которая положила начало новому направлению исследований – теоретической стилистики . Новое направление исследований получило продолжение в работах филологов К.К. Ахмедьярова, В.В. Бадикова, Б.Г. Бобылева, Б.М. Джилкибаева, В.Г. Салагаева и др. . 
Эта работа входит в список дополнительной литературы рабочей программы дисциплины «Стилистика и культура речи для студентов специальности 050205 – Филология: русская филология»  Павлодарского государственного университета им. С. Торайгырова .
Его «Казахско-русский словарь» (Қазақша-орысша сөздік) входит в список литературы программы учебной дисциплины «Казахский язык» в Института стран Азии и Африки МГУ им. М.В. Ломоносова , а Казахско-русский словарь входит в список литературы по дисциплине Алматинского университета энергетики и связи «Профессиональный русский язык» для студентов специальности 5В071800 – Электроэнергетика.

## Общественная деятельность
В 1965 году Х.Х. Махмудов вместе с главным редактором журнала «Простор» И. П. Шуховым задумали издать на русском языке стихи репрессированного казахского поэта Магжана Жумабаева. С просьбой о переводе стихов на русский язык они адресовались к Александру Жовтису, «известному своей смелой гражданской позицией». Однако его перевод так и не был опубликован из-за запрета властей .
Но в 1967 году было проведено совместное заседание семи кафедр филологического факультета и двух кафедр факультета журналистики, на котором прозвучало выступление Х.Х. Махмудова «О творческом наследии поэта Магжана Жумабаева». Хайрулла Хабибуллович заявил :
Среди мастеров казахской художественной культуры Магжан Жумабаев, безусловно, занимает первое место в нормализации современного казахского литературного языка. Настало время вернуть читателю его поэтическое наследие… Его творчество является ярким свидетельством высокой поэтической одаренности казахского народа, и о нем нужно говорить главным образом как о поэте. Его высокохудожественная поэзия ни на секунду не прекращала своей жизни, а потому она преодолеет все преграды
.
Однако несмотря на последовавшее обращение участников мероприятия к руководству Союза писателей КазССР, стихи Магжана Жумабаева и их переводы на русский язык так и не были опубликованы. Та же судьба постигла доклад Махмудова, отосланный министру культуры Казахстана  с просьбой о публикации стихов поэта . В итоге отдел науки и учебных заведений ЦК Компартии Казахстана инициировал разбирательство, которое вылилось в постановление Бюро ЦК КПК «О неправильном решении филологических кафедр в оценке поэтического наследия Жумабаева» . 
Поэзия Магжана Жумабаева на русском языке увидела свет только в 1988 году в декабрьском номере журнала «Дружба народов», а в 1989 году в Алма-Ате издали сборник его стихов .

## Труды
- Махмудов Х.Х.  Тюркизмы в языке русских памятников XI–XIV вв. (1943 г.) // Русско-казахские лингвостилистические взаимоотношения. – Алма-Ата, 1989. С. 9–78.
- Вопросы изучения русского языка: Сборник лингвистич. статей / Под ред. Х. Х. Махмудова ; Акад. наук Казах. ССР. Ин-т языка и литературы. Казах. гос. ун-т им. С. М. Кирова. Кафедра рус. яз. – Алма-Ата: Изд-во Акад. наук КазССР, 1955. – 475 с.

- Краткий русско-казахский словарь: 6 600 слов / Г. Б. Бегалиев, Х. Х. Махмудов, Г. Г. Мусабаев / Под ред. Х. Х. Махмудова ; Акад. наук КазССР. Ин-т языка и литературы. – Алма-Ата : Казгосиздат, 1959. – 266 с.
- Некоторые вопросы теоретической стилистики // Филологический сборник. Алма-Ата, 1965. Выпуск 4.
- Вопросы языкознания и литературоведения: [Сб. статей] / Каз. гос. ун-т им. С.М. Кирова ; Редкол.: Х.Х. Махмудов (отв. ред.) и др.]. - Алма-Ата : КазГУ, 1977. – 129 с .
- Вопросы русской филологии  : Сб. статей / Каз. гос. ун-т им. С.М. Кирова ; Редкол.: Х.Х. Махмудов (науч. ред.) и др.. – Алма-Ата : КазГУ, 1978. – 221 с
- Проблемы поэтики: / Каз. гос. ун-т им. С. М. Кирова; Редкол.: Х. Х. Махмудов (науч. ред.) и др. – Алма-Ата : КазГУ, 1980. – 225 с.
- Лингвостилистический анализ текста : [Сб. статей] / Каз. гос. ун-т им. С. М. Кирова; Редкол.: Х. Х. Махмудов (отв. ред.) и др. – Алма-Ата : КазГУ, 1982. –  224 с.
- Исследование языкового мастерства писателя [Текст] : (сборник научных трудов) / Казахский гос. ун-т им. С. М. Кирова ; редкол.: Махмудов Х. Х. (науч. ред.) и др. - Алма-Ата : КазГУ, 1984. – 114 с.
- Махмудов Х.Х.. Казахско-русский словарь / Х. Махмудов, Г. Мусабаев. – 2-е изд., испр. и доп.. –Алма-Ата : Гл. ред. Каз. сов. энцикл., 1987. – 507 с.;
- Махмудов Х.Х.. Школьный русско-казахский словарь / Х. Махмудов, Т. Кордабаев, Г. Мусабаев. – 2-е изд., перераб. – Алма-Ата : Рауан, 1990. –319 с. – ISBN 5-625-00610-5
- Махмудов Х.Х.  Русско-казахские лингвостилистические взаимосвязи / под ред. Б.М. Джилкибаева. – Алма-Ата : Наука, 1989. – 286 с. – ISBN 5-628-00303